# Merle aux yeux blancs
Turdus jamaicensis
Espèce
Statut de conservation UICN

 LC  : Préoccupation mineure
Le Merle aux yeux blancs (Turdus jamaicensis) est une espèce de passereaux appartenant à la famille des Turdidae.

## Habitat et répartition
Il vit en Jamaïque.
Son cadre naturel de vie est les forêts humides de plaines et de montagnes tropicales ou subtropicales et les forêts. anciennes fortement dégradées.